# Elvira Chataïeva
Elvira Chataïeva, née le 1er décembre 1938 à Moscou et morte le 8 août 1974 sur le pic Lénine, est une alpiniste et athlète professionnelle soviétique. 
En 1974, elle mène une expédition au pic Lénine (Pamir) au cours de laquelle elle trouve la mort, ainsi que les sept autres membres de l'expédition. Elle est alors l'une des grimpeuses les plus célèbres d'URSS.

## Biographie

### Carrière sportive
Elvira Chataïeva est titulaire du titre de Master Sporta (Maître du sport), le grade le plus élevé dans la hiérarchie du sport soviétique. Elle acquiert au sein du Spartak Moscou une expérience d'instructrice de haute montagne et réalise à partir de 1971 plusieurs courses à des altitudes supérieures à 7 000 m, dont l'ascension du pic Communisme dans une cordée menée par son mari, l'alpiniste Vladimir Chataïev.
En 1972, elle dirige la première ascension entièrement féminine d'un pic supérieur à 7 000 m dans l'histoire de l'alpinisme soviétique. Cette ascension a lieu au pic Korzhenevskaya, situé sur le territoire du Tadjikistan. En 1973, elle conduit une expédition de cinq femmes dans la traversée Nord-Sud du mont Ouchba dans le Caucase. 

### Mort sur le pic Lénine
En août 1974, elle tente de gravir pour la première fois avec une expédition féminine non-mixte le pic Lénine, qui culmine à 7 134 m. L'idée lui en aurait été donnée par Vladimir Chataïev, d'après son journal. Le groupe comprend Nina Vasilyeva et Valentina Fateyeva de Moscou ; Ilsinar Mukhamedova et Tatyana Sardashova de Douchanbé ; Galina Perekhodyuk de Tcheliabinsk ; Lyudmila Manzharova de Frounzé (aujourd'hui Bichkek) et Irina Lyubimtseva de Sverdlovsk . Le groupe obtient le permis d'ascension de l'alpiniste Vitali Abalakov, qui assurera les vacations radio jusqu'à la fin.  
Le groupe d'Elvira Chataïeva est installé depuis la fin juillet au camp international du Pamir, un peu à l'écart d'autres groupes de grimpeurs de différentes nationalités. Quelques mois plus tôt, le climat de détente a rouvert aux alpinistes américains et européens l'accès aux montagnes soviétiques qui leur avait été fermé au cours des années 30. 
Ce groupe composé de huit femmes, dont quatre ont déjà participé aux précédentes ascensions d'Elvira Chataïeva quitte le camp le 5 août et atteint le sommet à 17h. Une tempête se lève en fin de journée, immobilise progressivement les huit alpinistes à quelques centaines de mètres en contrebas du sommet et endommage ou disperse le matériel nécessaire à leur survie (toiles de tente, brûleurs et moufles). Le contact radio avec les secours et les membres du camp international est rompu le 6 août à 21 h 12 alors que la majorité des membres de l'expédition ont déjà péri de froid et d'épuisement,. 
En juillet 1975, une expédition conduite par Vladimir Chataïev permet de redescendre le corps d'Elvira Chataïeva et de ses sept coéquipières.
Bien que les autorités de l'alpinisme soviétique aient exonéré l'expédition conduite par Elvira Chataïeva de toute erreur de jugement (la tempête a été reconnue comme la seule et unique cause de ces décès) et bien qu'elles n'aient jamais remis officiellement en cause l'intérêt et le bien-fondé des expéditions entièrement féminines, celles-ci sont néanmoins suspendues pour les ascensions supérieures à 7 000 m dans les années qui ont suivi et cela presque jusqu'à la chute de l'Union soviétique en 1991.
Elvira Chataïeva reste aujourd'hui une figure majeure dans l'ouverture aux femmes de l'alpinisme, une discipline jusque-là presque exclusivement réservée aux hommes.